# Kim Jin-kyu (cầu thủ bóng đá, sinh 1997)
Đây là một tên người Triều Tiên, họ là Kim.
Kim Jin-kyu (tiếng Hàn: 김진규; sinh ngày 24 tháng 2 năm 1997) là một cầu thủ bóng đá Hàn Quốc thi đấu ở vị trí tiền vệ cho Busan IPark.

## Sự nghiệp
Kim ký một bản hợp đồng với Busan IPark vào tháng 1 năm 2015. Kim ra mắt cho Busan IPark ngày 4 tháng 7 năm 2015 trong thất bại 1-0 trước Seongnam, và ghi bàn thắng đầu tiên vào ngày 27 tháng 7 trước Daejeon và trở thành cầu thủ ghi bàn trẻ nhất tại K League 1.

## Thống kê sự nghiệp câu lạc bộ
Tính đến 4 tháng 12 năm 2017
| Thành tích câu lạc bộ | Thành tích câu lạc bộ | Thành tích câu lạc bộ | Giải vô địch | Giải vô địch | Cúp     | Cúp       | Play-off | Play-off  | Tổng cộng | Tổng cộng |
| Mùa giải              | Câu lạc bộ            | Giải vô địch          | Số trận      | Bàn thắng    | Số trận | Bàn thắng | Số trận  | Bàn thắng | Số trận   | Bàn thắng |
| --------------------- | --------------------- | --------------------- | ------------ | ------------ | ------- | --------- | -------- | --------- | --------- | --------- |
| 2015                  | Busan IPark           | K League 1            | 14           | 1            | 0       | 0         | 1        | 0         | 15        | 1         |
| 2016                  | Busan IPark           | K League 2            | 6            | 0            | 1       | 0         | 0        | 0         | 7         | 0         |
| 2017                  | Busan IPark           | K League 2            | 10           | 0            | 2       | 1         | 0        | 0         | 12        | 1         |
| Tổng cộng sự nghiệp   | Tổng cộng sự nghiệp   | Tổng cộng sự nghiệp   | 30           | 1            | 3       | 1         | 1        | 0         | 34        | 2         |